# Lottia edmitchelli
Lottia edmitchelli е изчезнал вид коремоного от семейство Lottiidae.

## Разпространение
Видът е бил разпространен по бреговете на Южна Калифорния. Открити са екземпляри на остров Сан Николас, един от Нормандските острови и от един в Сан Педро в Лос Анджелис.